# Eichkögl
Eichkögl é um município da Áustria, situado no distrito de Südoststeiermark, no estado da Estíria. Tem 14,91 km² de área e sua população em 2019 foi estimada em 1.335 habitantes.